# John Wolf
John Wolf (fl. XX secolo) è stato un ginnasta e multiplista statunitense.

## Carriera
Wolf partecipò ai Giochi olimpici di Saint Louis 1904 nelle gare di triathlon e ginnastica. Giunse sessantacinquesimo nel concorso generale individuale, quarantasettesimo nel triathlon e settantunesimo nel concorso a tre eventi.